# Ventosa (Vouzela)
Ventosa é uma povoação portuguesa sede da Freguesia de Ventosa do Município de Vouzela, freguesia com 18,21 km² de área e 677 habitantes (censo de 2021), tendo, por isso, uma densidade populacional de 37,2 hab./km².
É constituída pelos seguintes aglomerados populacionais: Adsamo, Joana Martins, Ventosa, Sobreira, Quintela, Moitedo, Igreja, Gândara, Corujeira, Figueiras, Quinta do Prado, Picoto, Aguieira, Ansara, Covêlo, Casal de Auzenda, Sacorelhe, Casal Bom, Vila Nova e Silvite. A norte confina com Vouzela, a sul com Fornelo do Monte e Carvalhal de Vermilhas, a nascente com Fataunços e Queirã e a poente com Paços de Vilharigues e Cambra.

## História
A paróquia medieval de Santa Maria de Ventosa possui a área mais alargada, abrangendo Fornelo do Monte, como é referido em documentação do século XIII, época a que os historiadores atribuem a sua instituição. O local da primitiva igreja, de que atual é sucedânea, situava-se, como atualmente, bastante a norte. Foi edificada, em data anterior à fundação da nacionalidade e à criação da paróquia já que dela há notícia escrita na segunda metade do século XI.
Está em curso a abertura de duas vias que serão de grande importância. Trata-se do estradão florestal que parte da Capela de São Mateus e liga às nascentes das águas da distribuição domiciliária e da estrada que vai da Igreja até à Quinta do Prado e Malhô.

## Demografia
A população registada nos censos foi:
| Distribuição da População por Grupos Etários | Distribuição da População por Grupos Etários | Distribuição da População por Grupos Etários | Distribuição da População por Grupos Etários | Distribuição da População por Grupos Etários |
| -------------------------------------------- | -------------------------------------------- | -------------------------------------------- | -------------------------------------------- | -------------------------------------------- |
| Ano                                          | 0-14 Anos                                    | 15-24 Anos                                   | 25-64 Anos                                   | > 65 Anos                                    |
| 2001                                         | 118                                          | 109                                          | 434                                          | 260                                          |
| 2011                                         | 76                                           | 74                                           | 394                                          | 250                                          |
| 2021                                         | 56                                           | 57                                           | 335                                          | 229                                          |

## Património natural
O Circuito da Pernoita é autêntico "ex-libris" do turismo regional, oferecendo um percurso curioso e diversificado com surpreendentes motivos de interesse paisagístico, florestal e outros. Entre as espécies botânicas é de realçar a mancha de vidoeiros que merece destacada relevância de conceituados técnicos florestais.
Os conhecidos miradouros do Gamardo, onde se encontram erigidos o Cruzeiro da Restauração da Independência e o Alto do Lafão, são pontos de referência que chamam os turistas e donde se espraiam belos panoramas.
Na adjacência de Adsamo está a nascente do rio Zela, cujas águas contribuem para a beleza, vida, tradição e riqueza de Vouzela e que constam no cancioneiro vouzelense.

## Património cultural

### Festas, feiras e romarias
- Festa do Santo António da Pantanha, no fim de semana após o dia 13 de Junho
- Festa de Santa Bárbara, no 2º Domingo de Maio
- Festa de São Domingos, no dia 4 de Agosto
- Festa da Nossa Senhora da Conceição, em Dezembro
- Festa de São Mateus, em Setembro

## Património histórico
- Capela da Casa de Prazias
- Igreja Paroquial de Ventosa
- Orca da Malhada de Cambarinho

## Incêndio de Outubro de 2017
Num grande incêndio em 15 de Outubro de 2017, houve cinco mortos. Entre casas, carros, palheiros, animais domésticos e de criação, o fogo queimou “90% do que havia para arder”.